# Nesipelma medium
Nesipelma medium is een spinnensoort in de familie van de van de vogelspinnen (Theraphosidae). De wetenschappelijke naam van de soort werd voor het eerst geldig gepubliceerd in 1917 door Ralph Vary Chamberlin als Cyrtopholis media
De soort komt voor in Saint Kitts en Nevis.